# Niclas Öberg
Niclas Öberg, född 1755, död i december 1816, var skarprättare i Uppsala. Han avrättade den 17 november 1813 Clements Bengtsson, Jon Jonsson den äldre och Jon Jonsson den yngre i Harbäcken, Strömsund för att de hade mördat Per Jonsson och hans hustru Anna Larsdotter och deras tre barn Britta, Lars och Anna. Dramat har även kallats för Sjougdendramat.
Efter halshuggningen steglades kropparna och sattes upp på pålar vid vägen intill avrättningsplatsen till varnagel för alla.
Öberg avled i lungsot i december 1816 och efterträddes i alla tre länen av förre skomakargesällen Carl Magnus Lidman.